# Блэк, Билли
Билли Блэк (англ. Billie Black) — британская певица из Уэст-Лондона.

## Биография и карьера
Окончила BRIT School, после которого поступила в Гилдхоллскую школу музыки и театра, где обучалась джазу. В июне 2014 года выпустила свой дебютный сингл «I Waited for You», который получил благосклонные отзывы от журналов Complex, Pigeons & Planes и Clash. В августе того же года Блэк появилась на обложке журнала Complex, а в ноябре состоялся выпуск дебютного мини-альбома 000 100. В мае 2015 года вышел второй мини-альбом Блэк Teach Me. В том же месяце она появилась на обложке британской версии журнала Vogue. В августе 2015 года состоялся релиз третьего мини-альбома певицы This Simple Pleasure.
В ряде интервью Блэк описывает свою музыку как «неуловимо-зажигательные мелодии, которые качают людей и соединяют в себе старое и новое», включая джаз наряду с электронными стилями музыки, дабом, минимализмом и хаусом. В сентябре 2014 года газета The Guardian писала, что Блэк "«создала вид придыхательного, современного соула, который одновременно звучит доброжелательно и странно нервирующе», выгодно сравнивая её с Джесси Уор.

## Дискография

### Мини-альбомы
- 000 100 (2014)
- Teach Me (2015)
- This Simple Pleasure (2015)